# Аленький цветочек (мультфильм)
«А́ленький цвето́чек» — советский полнометражный рисованный мультипликационный фильм 1952 года, созданный режиссёром Львом Атамановым методом ротоскопирования по одноимённой сказке (1858) Сергея Аксакова. Четвёртый полнометражный мультфильм студии «Союзмультфильм».

## Сюжет
Купец Степан Емельянович, отправляясь в морское путешествие, спрашивает трёх своих дочерей, что бы они хотели получить в подарок. Старшая дочь, Гордея, просит золотой венец, украшенный самоцветными камнями. Средняя, Любава, заказывает волшебное зеркальце, в котором всегда будет выглядеть молодой, а самая младшая, Настенька, просит отца привезти ей аленький цветочек, похожий на тот, который она видела во сне. Сёстры только смеются над её желанием.
Путешествуя, Степан находит всё, что обещал своим дочерям, за исключением аленького цветочка для Настеньки. Но во время бури его смывает за борт, и он оказывается на незнакомом острове, на котором обнаруживает роскошный сад, а в саду — не менее роскошный, но пустынный дворец. Исследуя дворец, Степан понимает, что в нём есть кто-то, кого он не видит и не слышит, но кто выполняет все его просьбы. В конечном итоге Степан в дворцовом саду находит прекрасный аленький цветочек, похожий на тот, что просила Настенька. Но как только он срывает цветок, поднимается буря, и появляется хозяин острова — ужасное чудовище, которое вначале хочет погубить Степана за то, что последний сорвал его любимый цветок. Узнав причину, оно прощает Степана и даже разрешает ему забрать цветок с собой, но с условием, что одна из дочерей приедет на остров. Купец не соглашается на такое условие, и тогда чудовище даёт ему кольцо, сказав, что тот, кто наденет его, перенесётся на остров, и если ни одна из его дочерей не сделает этого, то он сам должен появиться здесь.
Утром спутники Степана находят его на берегу острова и берут на корабль. Вернувшись домой, отец дарит дочерям обещанные подарки. Но он не хочет отдавать чудовищу ни одну из своих дочерей и собирается сам встретить свою судьбу. Однако Настенька, случайно услышав разговор отца и его друга Кондрата и поняв, что произошло, берёт кольцо у Степана, когда тот спит, и отправляется на остров сама. Оказавшись в дворцовом саду, она возвращает аленький цветочек на место и извиняется за то, что Степан сорвал его по её просьбе. Чудовище в благодарность за её искренность (оно не показывается Настеньке на глаза, и она только слышит его голос) преподносит ей богатства и роскошные наряды, но Настенька скромно отказывается от них. Она также хочет вернуть кольцо, но чудовище останавливает её, сказав, что с помощью кольца она сможет в любой момент вернуться домой, когда захочет, а пока что оно просит Настеньку быть его гостьей.
Однажды Настенька случайно видит чудовище (которое приблизилось к ней, будучи привлечённым её прекрасным пением) и поначалу пугается, но, оценив его добрую душу, привыкает к нему. Чудовище предлагает ей посетить свой дом, но просит вернуться в 8 часов на вечерней заре, иначе оно умрёт от тоски. Настенька возвращается домой. Сёстры завидуют роскоши, в которой живёт Настенька. Не желая, чтобы та вовремя возвратилась на остров, Гордея и Любава тайно переводят стрелки на всех часах в доме на час назад и запирают ставни, чтобы не видеть вечерней зари. Когда Настенька открывает ставни, то понимает, что опоздала. Она надевает кольцо и возвращается на остров, но находит чудовище при смерти.
Настенька плачет и обещает больше не покидать сердечного друга (от слёз Настеньки вновь расцвёл аленький цветочек). Чудовище оживает и превращается в прекрасного принца. Он рассказывает, как злая колдунья превратила его в чудище, обещав, что жить ему в таком виде, пока не полюбит его красивая девушка.
В финале принц дарит Настеньке аленький цветочек, а на корабле они уплывают с острова и возвращаются на родину к Степану Емельяновичу.

## Создатели

Монета «Аленький цветочек»

Монета Банка России — Серия: Российская (советская) мультипликация: Аленький цветочек

- Сценарий — Георгия Эдуардовича Гребнера
- Режиссёр — Лев Атаманов
- Художники-постановщики — Александр Винокуров, Леонид Шварцман
- Композитор — Николай Будашкин
- Художники-мультипликаторы:
  - Борис Чани
  - Фёдор Хитрук
  - Роман Качанов
  - Вячеслав Котёночкин
  - Роман Давыдов
  - Борис Дёжкин
  - Вадим Долгих
  - Геннадий Филиппов
  - Татьяна Фёдорова
  - Борис Меерович
- Оператор — Михаил Друян
- Звукорежиссёр — Георгий Мартынюк
- Монтажёр — Лидия Кякшт
- Художник комбинированных съёмок — Николай Фёдоров
- Автор текста песен — Яков Шведов
- Второй оператор — Екатерина Ризо
- Ассистент режиссёра — Роман Качанов
- Технический ассистент — Вера Шилина
- Ассистенты художника — Перч Саркисян, Гражина Брашишките (в титрах — И. Брашишките)
- Художники-декораторы:
  - Ирина Светлица
  - Ирина Троянова
  - Вера Роджеро
  - Константин Малышев
  - Галина Невзорова
- Художники-прорисовщики:
  - Елена Хлудова
  - Борис Корнеев
  - Ирина Башкова
  - Ольга Сысоева

### Роли озвучивали
- Николай Боголюбов — Степан Емельянович, купец
- Владимир Грибков — Кондрат, помощник и друг Степана Емельяновича
- Ольга Чепурова — Гордея, старшая дочь Степана Емельяновича
- Мария Барабанова — Любава, средняя дочь Степана Емельяновича
- Нина Крачковская — Настенька, младшая дочь Степана Емельяновича
- Алексей Консовский — Принц, он же Чудовище

Песню Настеньки «В эту пору в родимой сторонушке» исполнила известная камерная певица Виктория Иванова. Песню в начале фильма исполняет солист Большого театра Анатолий Орфёнов.

## История создания
В 1950-е годы для Льва Атаманова остро встал вопрос о создании эпических и народных сказок. Особенно остро встал вопрос о создании полноценных образов «живых» людей, положительных героев. Для этой цели использовался применявшийся «Союзмультфильмом» с 1938 года метод «эклер», когда в помощь мультипликаторам подготавливались заснятые на плёнку сцены, сыгранные живыми актёрами, которые по возможности были частично или в полном гриме. Эти сцены проецировались на специальные экраны, вмонтированные в столы, и герои переводились на бумагу контурной линией. Переведённое изображение подвергалось переработке, вгонялось в графический образ, для чего изменялись пропорции и многое другое. В отличие от других советских мультфильмов того времени, которые в случае работы с методом «эклер» использовали его стилизованно или выборочно, в случае с «Аленьким цветочком» он применялся очень точно и скрупулёзно.
Почти всех персонажей озвучили те же актёры, кто отыгрывал их на плёнку. Единственным исключением стал персонаж Чудовища, которого для данных съёмок сыграл актёр Михаил Астангов — во время съёмки он был одет в халат, а под халатом в районе спины была подушка.

## О мультфильме
Кинокритик Сергей Владимирович Асенин, учёный-киновед, один из ведущих специалистов по рисованному кинематографу стран Восточной Европы писал о фильме:

«Аленький цветочек» — это лирико-драматическая сказка с несколько подчёркнутой театральностью персонажей. Главный её образ — это Древняя Русь, с её белокаменными постройками, затейливыми башенками, пёстрыми и шумными ярмарками. Мягкость, доброта лирического повествования, пронизывающие сказку, были её отличительными чертами.— С. В. Асенин.

Исследователи справедливо отмечают неоценимую заслугу Льва Атаманова в развитии рисованной анимации и, в частности, жанра волшебной сказки. Классикой стали «Жёлтый аист» (1950), «Аленький цветочек» (1952), а также шедевры «Золотая антилопа» (1954) и «Снежная королева» (1957). Персонажи у Атаманова — выдающиеся «актёры», сама драматургия тонко выписана не только в диалогах, но и в каждом движении: героя, облака, листа на дереве, в цвете, в светописи (художники Л. Шварцман и А. Винокуров). Это многосложная оркестровка пластики.— Лариса Малюкова при участии Наталии Венжер «Русская — советская — российская»

## Переозвучка
В 2001 году мультфильм был отреставрирован и заново переозвучен компаниями ООО «Студия АС» и ООО «Детский сеанс 1». В новой версии была полностью заменена фонограмма, к переозвучиванию привлечены современные актёры, в титрах заменены данные о звукорежиссёре и актёрах озвучивания. Переозвучка была крайне негативно воспринята как большинством телезрителей, так и членами профессионального сообщества. Качество реставрации также иногда подвергается критике.

### Озвучивание
- Юльен Балмусов — Купец
- Ирина Маликова — Настенька (речь)
- Юлия Парнес — Настенька (вокал)
- Владимир Конкин — Чудовище / Принц
- Татьяна Канаева — Любава
- Жанна Балашова — Гордея
- Сергей Балабанов — Кондрат
- Александр Котов